# Edwardsia arctica
Edwardsia arctica är en havsanemonart som beskrevs av Oscar Henrik Carlgren 1921. Edwardsia arctica ingår i släktet Edwardsia och familjen Edwardsiidae. Inga underarter finns listade i Catalogue of Life.